# Sauce!
«Sauce!» (с англ. — «Соус!») — песня американского рэпера и певца XXXTentacion с дебютного студийного альбома Members Only, Vol. 4 американского хип-хоп-коллектива Members Only. Продюсером песни является Bass Santana.

## Ремикс «Ice Tray»
«$aUcE!» — песня американского рэпера и певца XXXTentacion. Она является ремиксом песни «Ice Tray» от Quavo и Lil Yachty. Позже Bass Santana создал совершенно новый инструментал для необработанного вокала Tentacion, чтобы сделать композицию более цельной, она была официально выпущена на дебютном студийном альбоме Members Only, Vol. 4 хип-хоп-коллектива Members Only.

## Музыкальное видео
Анимированный видеоклип был выпущен 19 февраля 2019 и был анимирован и срежиссирован Tristian Zammit. В видео представлены различные стили аниме с изображениями рэпера, левитирующего в воздухе.

## Чарты
| Чарт (2019)                               | Высшая позиция |
| ----------------------------------------- | -------------- |
| США (Billboard Hot 100)                   | 89             |
| США (Billboard Hot R&B/Hip-Hop Songs)     | 41             |
| Канада (Billboard Canadian Hot 100)       | 71             |
| Новая Зеландия (RMNZ)                     | 12             |
| США (Billboard On-Demand Streaming Songs) | 38             |
| США (Billboard Lyricfind U.S.)            | 16             |
| США (Billboard Lyricfind Global)          | 24             |

## Сертификации
| Регион | Сертификация | Продажи |
| --- | ------------ | ------- |
| США (RIAA) | Золотой      | 500 000 |
| * Данные о продажах приведены только на основе сертификации. · ^ Данные о тиражах приведены только на основе сертификации. · Данные о продажах + прослушиваниях приведены только на основе сертификации. |              |         |